# Каттанео, Карло
Карло Каттанео (итал. Carlo Cattaneo; 15 июня 1801, Милан, Цизальпинская республика, — 6 февраля 1869, Кастаньола-Кассарате (ныне в черте Лугано), Швейцария) — итальянский писатель и политический деятель.
В 1848 году Каттанео руководил защитой Милана против австрийцев, затем бежал в Лугано, где написал «Storia della revoluzione del 1848» и редактировал «Archivo triennale delle cose d’Itallia dall’avvenimento di Pio IX all’abandono di Venezia» (Каполаго, 1850—1856). Трижды избранный депутатом, Каттанео не был фактически членом палаты, так как не хотел принести присягу.

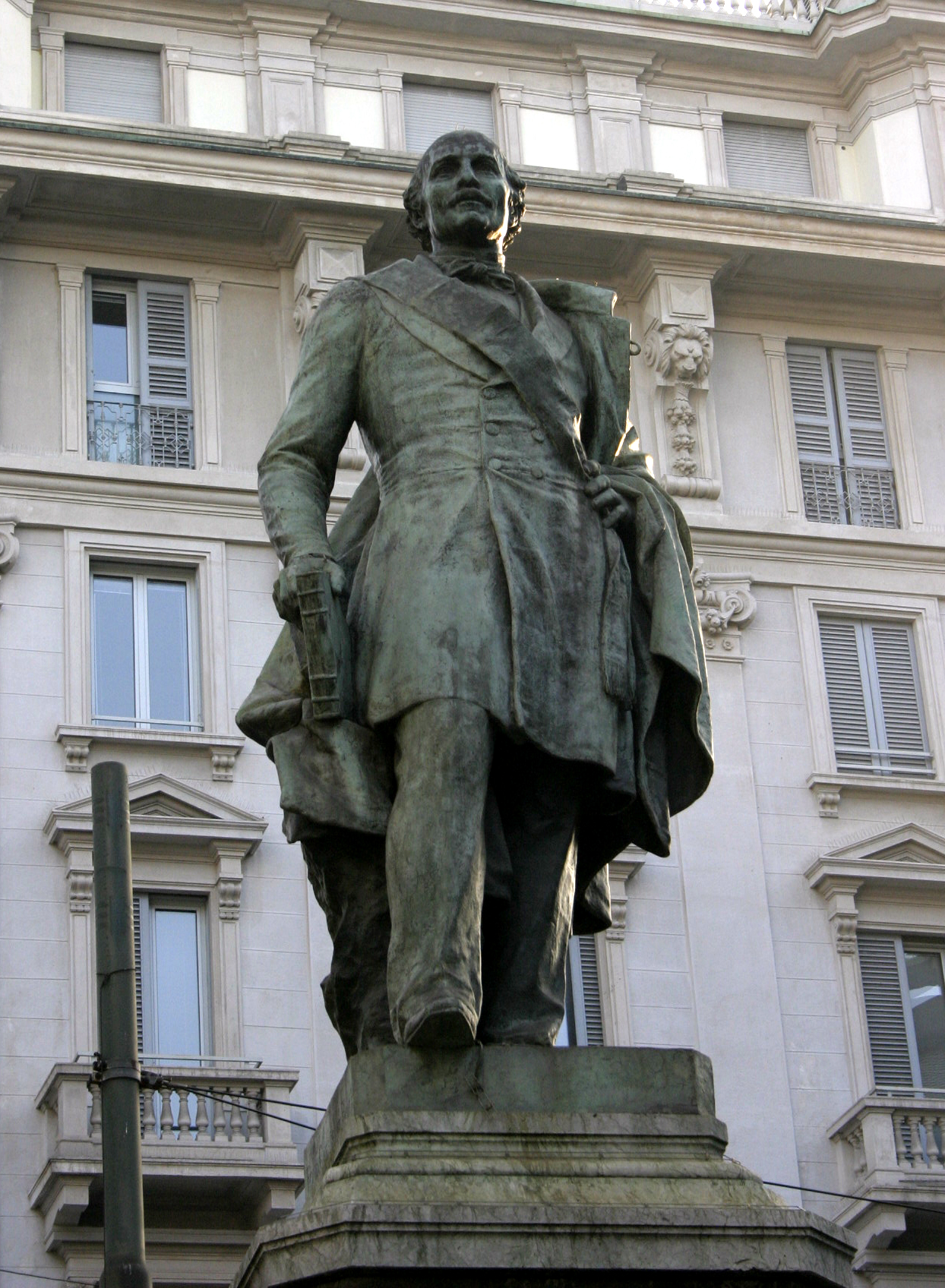
Статуя Карло Каттанео в Милане

## Публикации

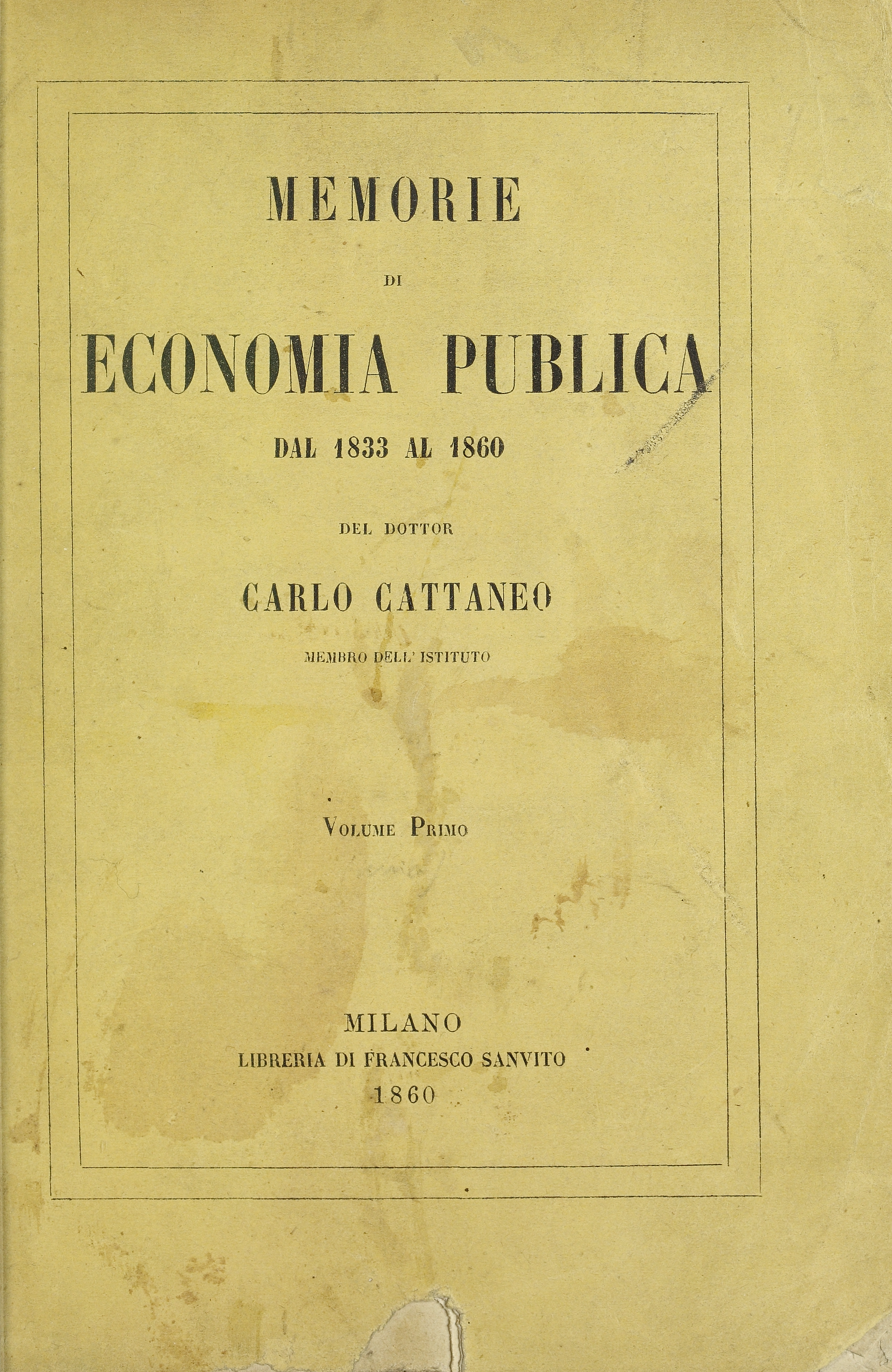
Memorie di economia pubblica dal 1833 al 1860, 1860

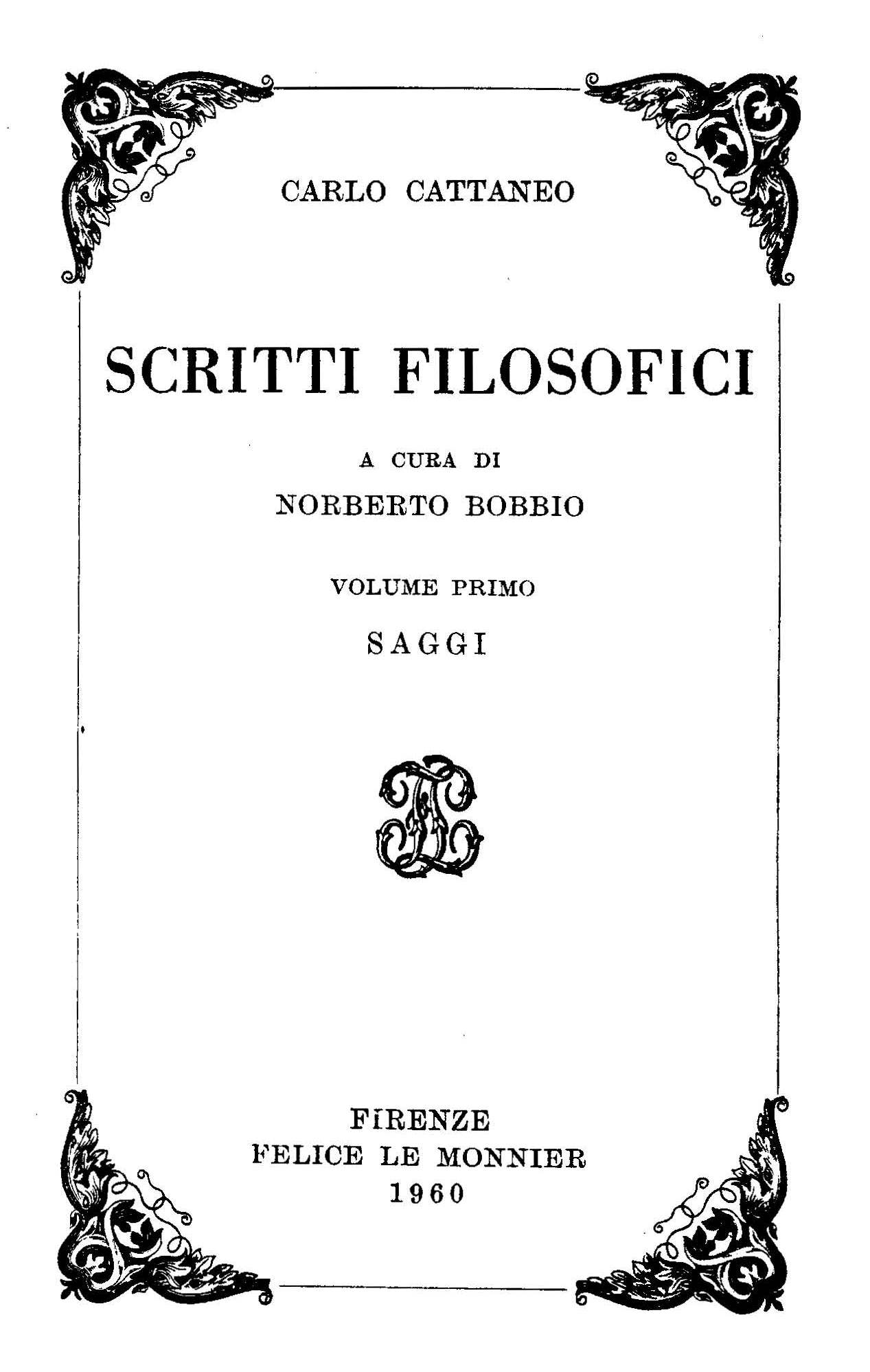
Scritti filosofici

- «Varieta chimiche per non chimici» (Милан, 1844);
- «Notizie naturali della Lombardia» (Милан, 1844);
- «Storia della revoluzione del 1848»;
- «Ugo Foscolo e l’Italia» (Милан, 1861);
- «Della pena di morte» (1860);
- «Alcuni scritti» (1860);
- «Studi, versi, commenti» (1859).

Собрание его «Opere edite ed inedite» издал его ученик Бертани (Флоренция, 1881).